# 旧三和銀行
旧三和銀行（きゅうさんわぎんこう、繁体字中国語: 舊三和銀行）は台湾高雄市鼓山区にある文化資産の建築物で、日本統治時代は旧三十四銀行高雄支店、のちに旧三和銀行高雄支店であった。第二次世界大戦後は高雄市警察局の派出所として1990年まで使われ、2003年に市文化局が「舊三和銀行」名義で市の歴史建築に登録。修復計画が進められ、2020年1月よりカフェ「新濱・駅前」として生まれ変わった。その名は日本統治時代に新濱町として区分されていたことに由来する。

## 沿革

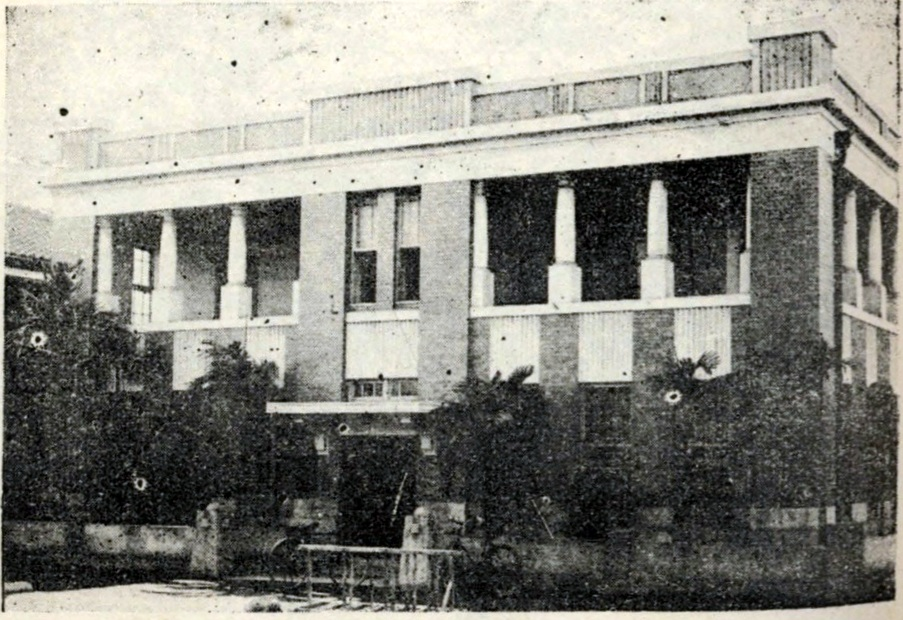
三十四銀行時代の建物

旧三和銀行の建物は三十四銀行が高雄に支店を開設する前から存在しており、竣工時期は不明であるが、台湾総督府鉄道縦貫線の打狗停車場（現高雄港駅）が設置された明治41年（1900年）より後、「打狗郵便局」（現中華郵政鼓山分局）が落成した大正2年（1912年）より前とされている:2-8。
過去の史料では:2-4、建築時期を「民国前10年（1901年）5月1日」としたものがあるが:2-4、この当時の所在地は埋立地になる前は海域だった:2-7。このため2000年代に『高雄市歴史建築 『舊三和銀行』調査研究及修復計画』を作成した市政府や建築事務所は、三十四銀行高雄支店開設の「大正10年（民国10年、1921年）」を「民国前10年」と誤表記した可能性があるとしている。:2-8。
三十四銀行高雄支店は大正10年（1921年）3月5日に開設され:1-38、その後三十四銀行、山口銀行、鴻池銀行が昭和8年（1933年）の合併に伴い誕生した三和銀行高雄支店として営業していた。
終戦後、三和銀行は海外資産を放棄することになり、民国35年（1946年）7月、台湾にあった三和銀行の全支店、全資産は台湾銀行に所有権が正式に移転した。支店ビルはその後高雄市政府警察局鼓山分局新浜派出所となり1990年に手狭さと老朽化により高雄港駅により近い臨海三路へ移転するまで使われた。その後は空室物件として永らく放置されていたが、指定歴史建築登録後は高雄市政府文化局が借り上げて修復し、カルチャースポットとして再生する計画がある。

### 台湾銀行鼓山支店
戦前より三和銀行向かいの現臨海一路に台湾銀行打狗支店があった。1972年9月より同地で同行鼓山支店が営業している。

### MUFG高雄支店

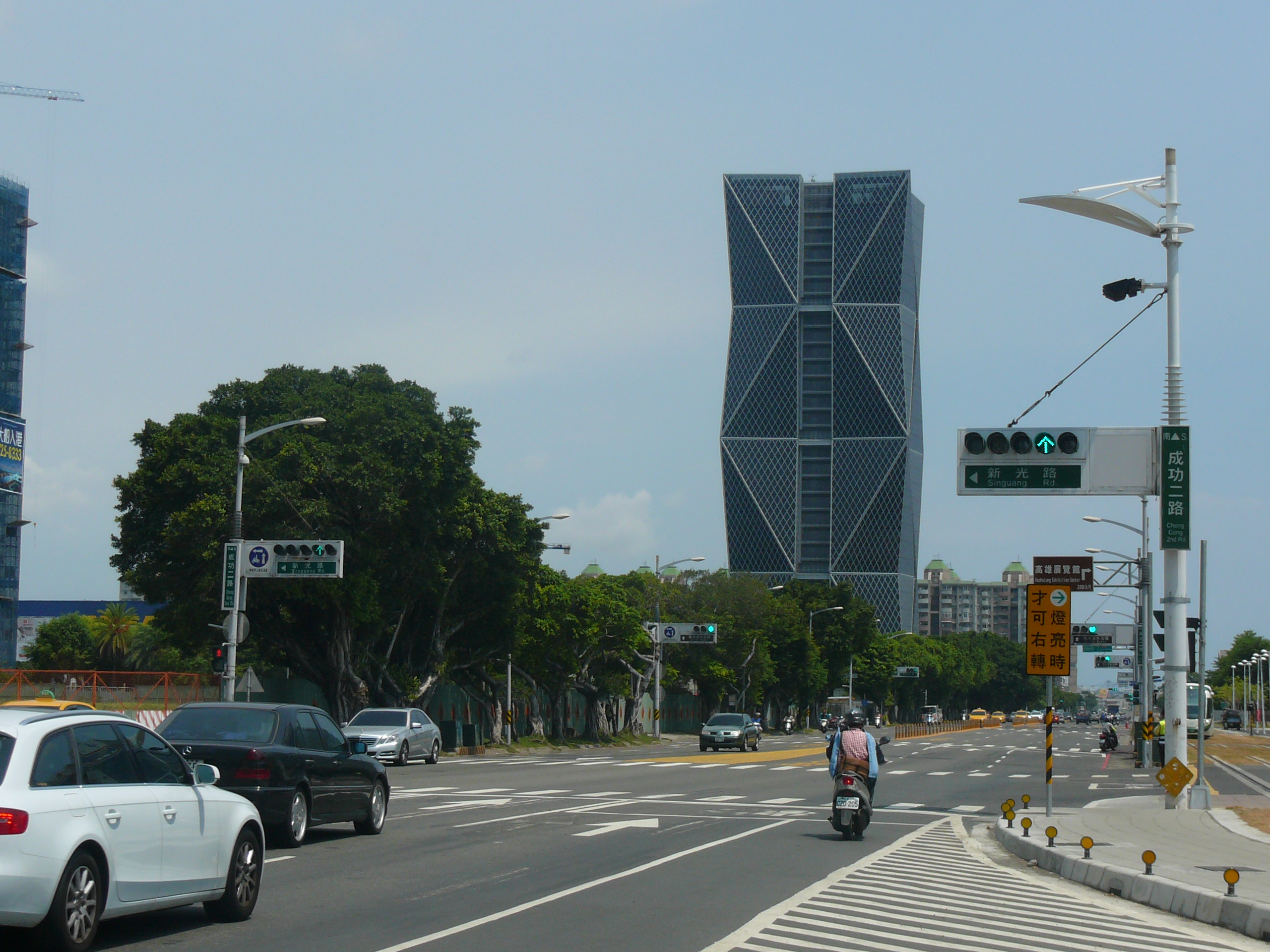
MUFG高雄支店が入る中鋼集団総部大楼

三和銀行の後身となる三菱UFJフィナンシャル・グループが2016年2月25日に前鎮区のランドマーク中鋼集団総部大楼内に高雄出張所を開設したことで、事実上約70年ぶりに高雄への里帰りを果たしたことになった。また新旧両支店は高雄ライトレール（2017年9月第1段階区間全線開業）によって直結され、旧支店は哈瑪星駅、新支店は軟体園区駅が最寄りとなる。

## 建築

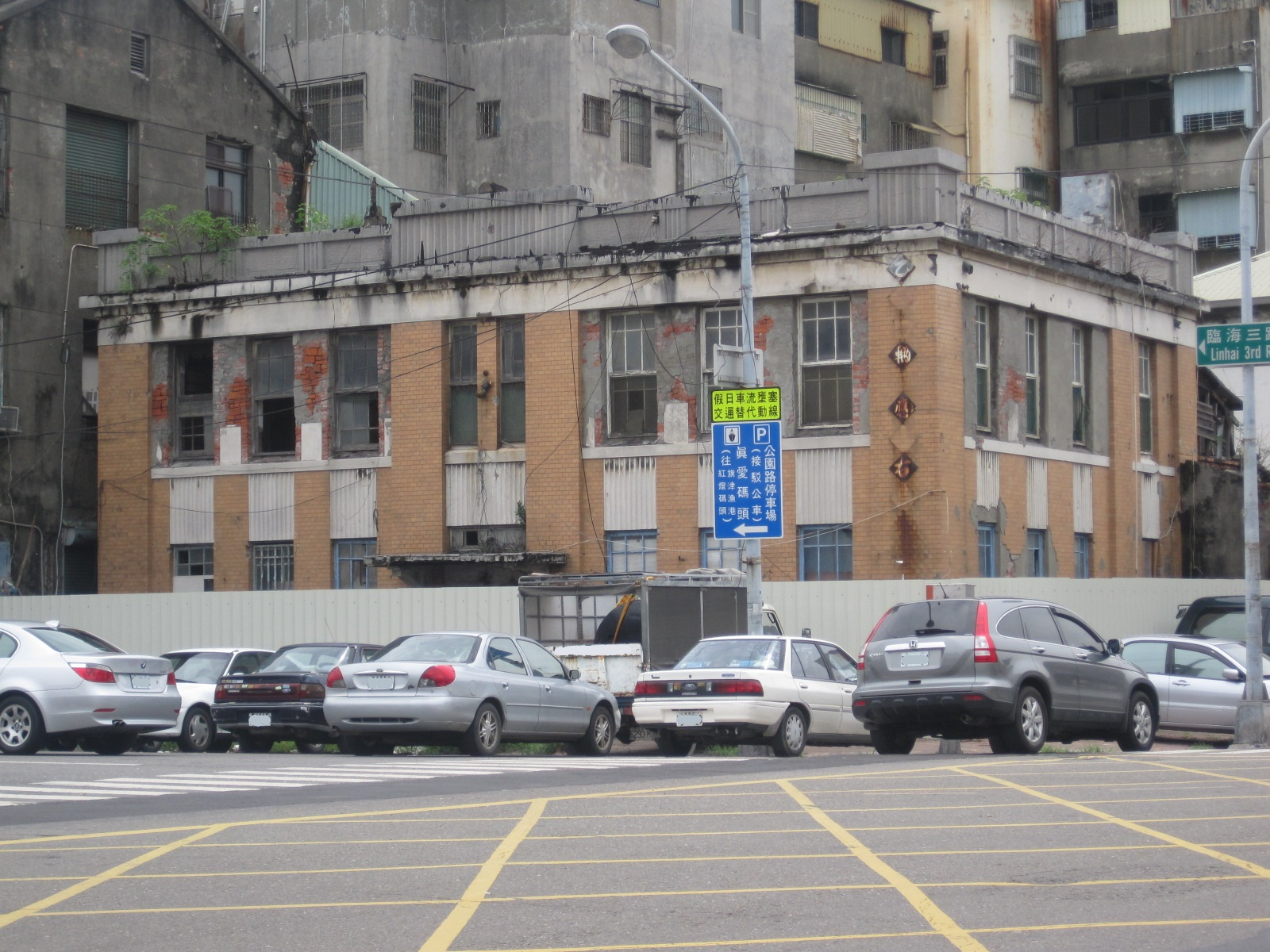
2010年時点の建物

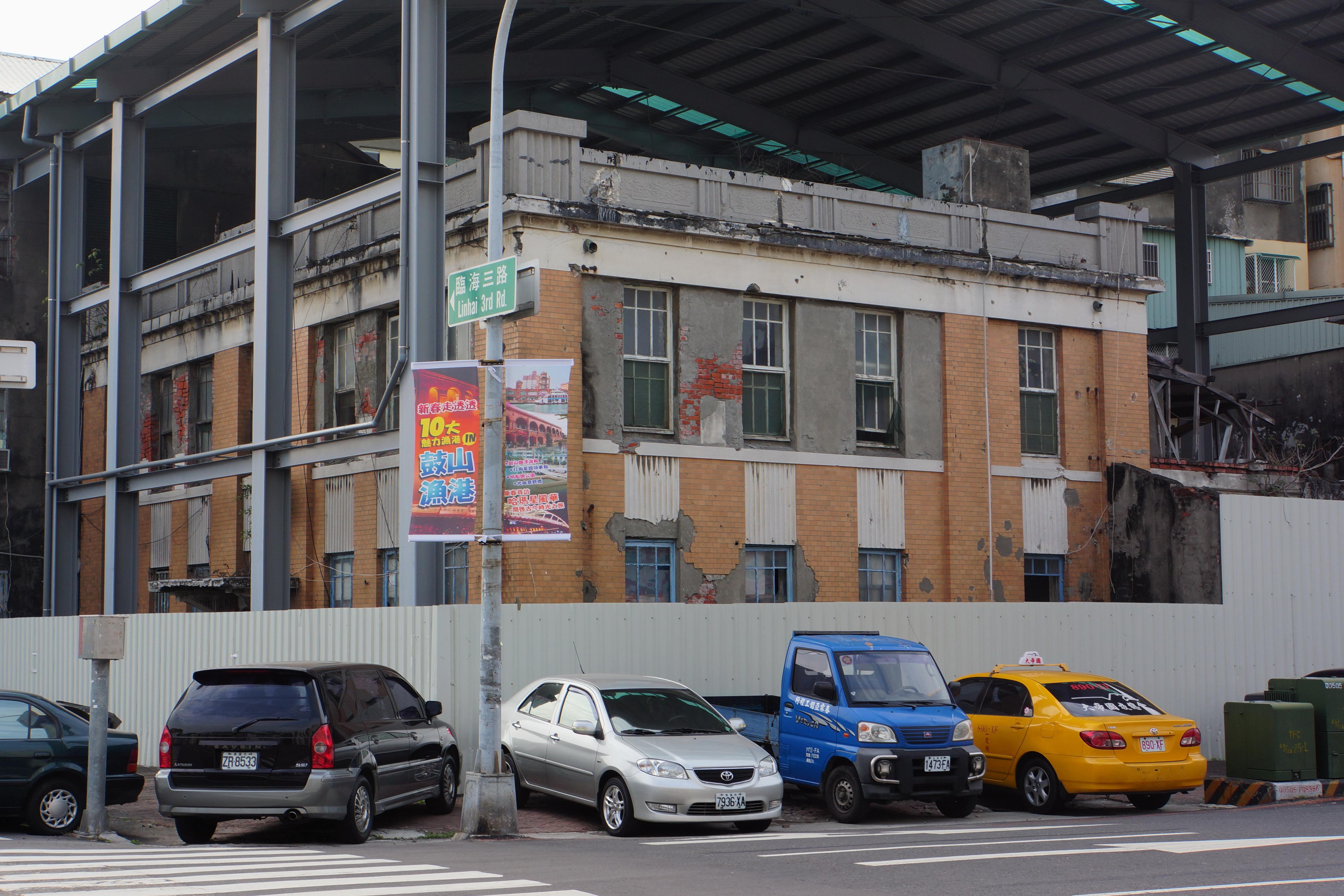
保護中の建物(2013年)

旧支店は中央の正門から左右対称の木造とコンクリートを組み合わせた2階建てで、2階は柱廊で柱は逆扇状になっていた、左右に3つの長窓、両階の窓間には垂直方向に、セメント瓦の屋根には女牆といわれる低い壁で囲われ、水平方向に装飾が施されていた。日本で西洋建築が本格化する過渡期の和洋折衷とみられている。壁には黄土色の煉瓦が使われ、更に建物隅には角用の特性煉瓦が用いられた。。窓のサッシにはベニヒが至る所で使われていた。木造の梁はほぞ継ぎ工法が使われている。戦後はかなり改築がなされ、特に2階部分は三十四銀行時代とはかなり変更されている。

## 註釋
1. ↑  建築物改良情形填報表（1949年10月）、地政事務所建築改良物登記簿（1950年9月7日）